# Водораздел (Красноярский край)
Водоразде́л — посёлок в Емельяновском районе Красноярского края, входит в состав Зеледеевского сельсовета.

## География
Посёлок находится в юго-западной части района, у одноимённой остановочной платформы Красноярской железной дороги, на расстоянии примерно 35 км (по прямой) к юго-западу от посёлка Емельяново, административного центра района.

### Климат
Климат резко континентальный. Среднемесячная температура воздуха июля составляет +19 °C, а самого холодного месяца — января −16 °C. Средняя продолжительность безморозного периода — 120 дней, с температурой +10 °C — 114 дней, средняя дата последнего заморозка — весной 22 июня, первого, осенью — 20 сентября. Продолжительность безморозного периода 95-116 дней. Годовая сумма осадков составляет до 430—680 см, причём большая часть их выпадает в тёплый период года.

## Население
| 2010 |
| ---- |
| 0    |

## Инфраструктура
В посёлке расположены дачные общества (СНТ, ДНП).